# St. Anna (Obernburg am Main)

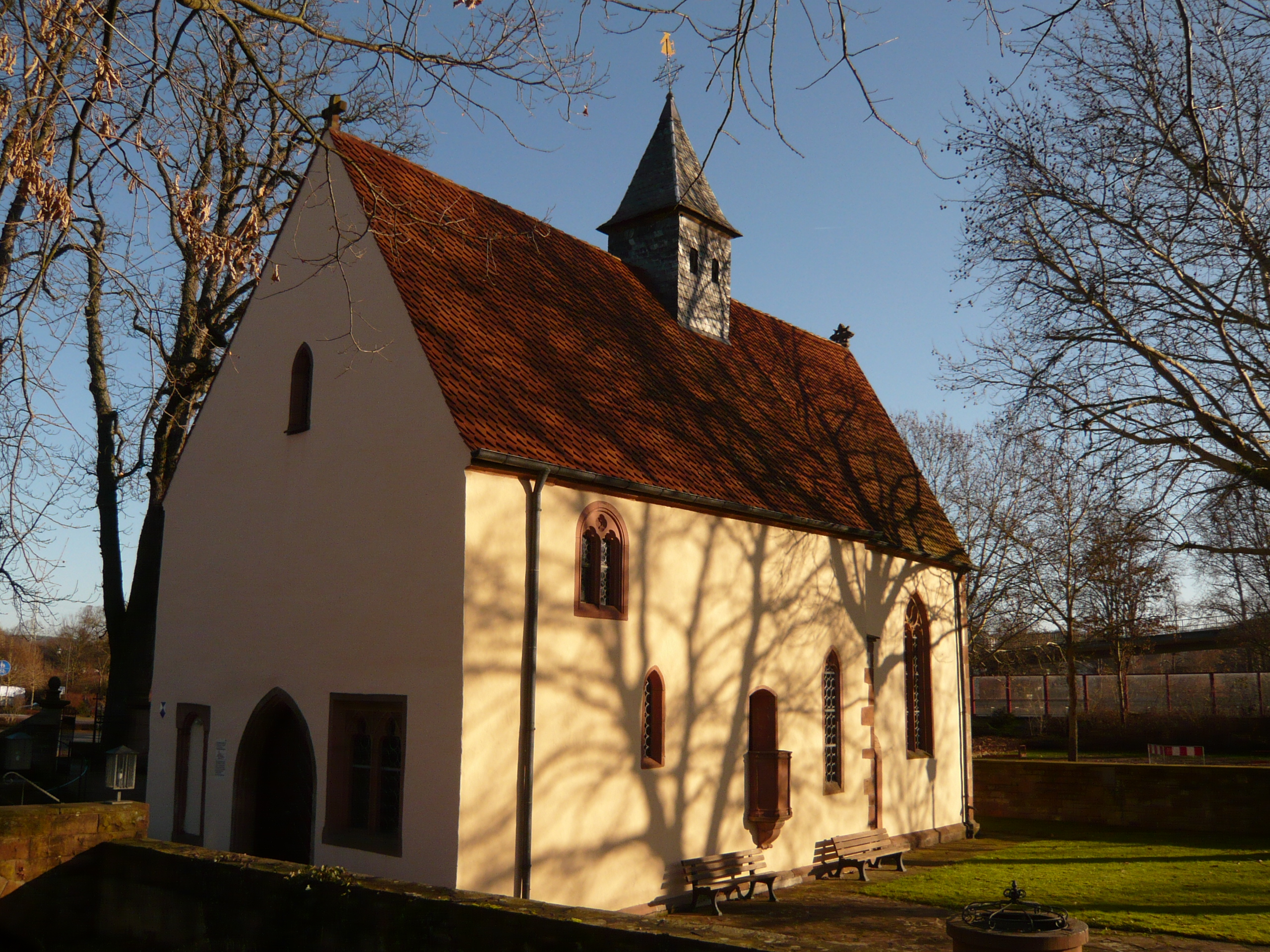
St. Anna (Obernburg am Main)

Die römisch-katholische, denkmalgeschützte Kapelle St. Anna steht in Obernburg am Main, einer Stadt im Landkreis Miltenberg (Unterfranken, Bayern). Das Bauwerk ist unter der Denkmalnummer D-6-76-145-5 als Baudenkmal in der Bayerischen Denkmalliste eingetragen. Die Kapelle gehört zur Pfarreiengemeinschaft Lumen Christi entlang der Mömling (Obernburg) im Dekanat Obernburg des Bistums Würzburg.

## Beschreibung
Das Langhaus der Kapelle wurde von der Familie des Johannes Obernburger, der eine alte Statue der heiligen Anna gestiftet hatte, 1559 um den eingezogenen, rechteckigen Chor nach Osten erweitert. Aus dem Satteldach des Langhauses erhebt sich ein verschieferter Dachreiter, der mit einem Pyramidendach bedeckt ist. Der Innenraum des Langhauses ist mit einer Flachdecke überspannt, der des Chores mit einem Kreuzgratgewölbe.
Im Rahmen der Renovierung 1967/68 baute man u. a. den barocken Hochaltar ab und öffnete zentral über dem Altar ein gotisches Chorfenster. Seit der Renovierung 2001/02 steht die Anna-Selbdritt-Gruppe (links die alte Anna, rechts die junge Maria mit dem Jesuskind) auf zentralem Platz; an der Rückwand stehen Statuen von Nikolaus von Myra (links), Erasmus von Antiochia (halblinks) und Antonius Abbas oder Joachim (rechts).
Die südliche Außenseite des Langhauses birgt eine Freiluftkanzel. Am Mitte des 18. Jahrhunderts gebauten ehemaligen Hochaltar befinden sich Statuen der heiligen Ottilie, der heiligen Notburga und der heiligen Magdalena. An der Nordwand hat eine Pietà vom Anfang des 16. Jahrhunderts ihren Platz gefunden.